# Karen Kain
Pour les articles homonymes, voir Kain (homonymie).
Karen Kain C.C., LL.D., D.Litt., O.Ont., née le 28 mars 1951 à Hamilton (Ontario) au Canada, est une danseuse et directrice artistique canadienne.

## Biographie
Karen Alexandria Kain est née le 28 mars 1951 à Hamilton en Ontario. Très jeune, elle souhaite devenir ballerine après avoir vu Celia Franca danser Giselle avec le Ballet national du Canada à Hamilton en 1959. Elle suit alors ses premiers cours de ballet à Ancaster (Ontario), près de Hamilton, et à la suite d'une audition à l’âge de 10 ans, elle entre à l’École nationale de ballet à Toronto où elle poursuit ses études de 1962 à 1969,. 
Dès sa sortie de l'école de ballet, elle se joint au corps de ballet du Ballet national du Canada et elle est rapidement promue danseuse principale en 1971,. La carrière de Kain est lancée lorsqu’elle est remarquée et choisie par Rudolf Noureev en 1972 pour jouer le rôle de Aurora dans La Belle au bois dormant. Par la suite, elle danse à ses côtés, comme danseuse invitée, dans des tournées qui l’amènent en Europe, en Australie et aux États-Unis. Or, c’est au côté du danseur Frank Augustyn (en) qu’elle forme un couple légendaire que John Fraser n’hésite pas à comparer aux plus grands, dont Antoinette Sibley et Anthony Dowell. En 1973, le couple participe au Concours international de Moscow où il présente en première ronde le pas de deux de l’oiseau bleu (ballet La Belle au bois dormant). Karen Kain gagne la médaille d’argent et un prix spécial pour le pas de deux avec Augustyn,.
Au cours de sa carrière de danseuse, elle interprète les grands rôles du répertoire du ballet classique et contemporain dont entre autres Aurora dans La Belle au bois dormant, Giselle dans Giselle, Odette/Odile dans Le Lac des cygnes, Lise dans La Fille mal gardée, Swanhilda dans Coppélia, Juliette dans Roméo et Juliette, Tatiana dans Onegin, Katharina dans The Taming of the Shrew, La Femme en Noir dans Pastorale et Carmen dans Carmen,,.
Outre le fait d’avoir dansé sur des ballets de célèbres chorégraphes dont Rudolf Noureev, John Cranko, Roland Petit George Balanchine ou encore Frederick Ashton, elle crée des rôles notamment pour James Kudelka (en), John Neumeier Ann Ditchburn, Constantin Patsalas, Glen Tetley et John Alleyne,.
Attachée au Ballet national du Canada, elle est régulièrement invitée à se produire avec d’autres compagnies telles que le Ballet de l’Opéra de Paris, le Ballet national de Marseille de Roland Petit, le Ballet du Bolchoï, le London Festival Ballet et le Ballet de l'Opéra d'État de Vienne. Elle annonce sa retraite de la danse en 1996 et quitte la scène en 1997 après une tournée d'adieu en dansant sur la chorégraphie The Actress de James Kudelka (en),.
Karen Kain poursuit son association avec le Ballet national du Canada en devenant artiste en résidence en 1998, puis directrice artistique associée en 2000 à l'invitation de James Kudelka (en) alors directeur artistique de la compagnie. Elle prend les rênes du Ballet national du Canada en 2005 à titre de directrice artistique lorsque Kudelka se retire,. Kain veut donner, selon James Neufeld, un prestige international à la compagnie avec un nouveau répertoire de ballets complets en faisant appel à des chorégraphes étrangers tels Christopher Wheeldon, Wayne McGregor et Alexeï Ratmansky ou encore Canadiens comme Crystal Pite; des créations; et des tournées internationales au Canada et à l'étranger. En juillet 2021, Mme Kain a pris sa retraite en tant que directrice artistique du Ballet national du Canada et a été nommée directrice artistique émérite.
Elle a aussi écrit quelques livres. Elle publie en 1983 Karen Kain's Fitness & Beauty Book, son autobiographie Karen Kain : Movement Never Lies en 1994 et Le Casse-Noisette, illustré par Rajka Kupesic en 2006.
Karen Kain s'implique également dans sa communauté et la vie artistique. Elle est bénévole pour plusieurs organismes de bienfaisance, dont la Fondation canadienne du rein, la Toronto Humane Society et Foster Parents Plan Canada. Elle est la présidente fondatrice du Centre de ressources et transition pour danseurs, un organisme qui vient en aide aux danseurs pendant leur carrière de danse et après avoir quitté la scène. Karen Kain a aussi siégé comme présidente du conseil d’administration du Conseil des arts du Canada de 2004 à 2008.

## Prix et honneurs
Karin Kain a reçu un grand nombre de prix et de récompenses. Outre sa médaille d'argent et son prix pour la danse de couple au Concours international de Moscou en 1973, elle a remporté notamment le Prix Toronto Arts des arts de la scène en 1992; le Prix Cartier pour l’ensemble de la carrière en 1996; le Prix du Centre national des Arts du Prix du Gouverneur général pour les arts du spectacle en 1997; le Prix pour l’ensemble de la carrière (danse) du Prix du Gouverneur général pour les arts du spectacle en 2002; le Prix commémoratif Barbara Hamilton en 2007; le Prix de l’artiste s’étant le plus distingué de l'International Society for the Performing Arts en 2011; et le Prix Peter Herrndorf de leadership artistique en 2016 .
De même, elle a aussi été honorée de plusieurs titres au cours de sa carrière. Elle est nommée officier de l’Ordre du Canada en 1976 et promue Compagnon en 1991; elle est membre de l'Ordre de l'Ontario en 1990; membre de l'Allée des célébrités canadiennes en 1998; et officier de l’Ordre des Arts et des Lettres du gouvernement français en 2002. Elle a reçu la Médaille du Jubilé d’or de la Reine Elizabeth II en 2002 et la Médaille du Jubilé de diamant de la Reine Elizabeth II en 2012.
Enfin, elle a été honorée de plusieurs doctorats honorifiques : un doctorat ès lettres de l’Université York (1979); un doctorat en droit de l’Université McMaster (1979); un doctorat en droit de l’Université Trent (1982); un doctorat ès lettres de l’Université de la Colombie-Britannique (1988); un doctorat en droit de l’Université Brock (1990); et un doctorat en droit de l’Université de Toronto (1993).
En avril 2021, Kain a été reconnue par Postes Canada comme une « légende du ballet » pour sa vie de réalisations artistiques avec un timbre national personnalisé.

## Liens Externes
- Ressource relative au spectacle :   - Internet Broadway Database
- Ressource relative à l'audiovisuel :   - IMDb
- Notices dans des dictionnaires ou encyclopédies généralistes :   - Britannica
  - L'Encyclopédie canadienne
- Notices d'autorité :   - VIAF
  - ISNI
  - BnF (données)
  - IdRef
  - LCCN
  - GND
  - Israël
  - Canada
  - Australie
  - Corée du Sud
  - WorldCat
- Site officiel du Ballet national du Canada
- Karen Kain dans l'Encyclopédie canadienne
- (en) Karen Kain fonds à Bibliothèque et Archives Canada